# كابادي والا
كاباديفالا (بالإنجليزية: Kabaadivala) أو كابادي الذي يعني «تاجر خردوات» هو مصطلح في الهندوستانية يُستخدم عادة للإشارة إلى الشخص الذي يتعامل مع الأدوات المنزلية المستعملة. وهم يتجولون في الشوارع ومعهم حقيبة أو دراجة أو عربة ويصيحون بكلمة "Kabad" أي خردة. وهم يشترون المواد المستعملة من المنازل مقابل مال أو بعض الأدوات الأخرى مثل الأواني والملابس. وبعد ذلك يقومون بتصنيف ما قد جمعوه خلال اليوم ويبيعونه بشكل منفصل للشركات لتجديده أو لمحلات الأدوات المستعملة أو يقومون ببيع هذه الأشياء بعد إجراء بعض التعديلات الطفيفة. ويشهد هذا النوع من التجارة تراجعًا في السنوات الأخيرة. وعادة ما يُطلق على هذا النشاط اسم "Bhangar wala" في مومباي.

## وصلات خارجية
- The Times of India ariticle, on the role of kabaadivala' in electronic waste disposal